# السيد (رواية)
السيد (بالإنجليزية: Monsieur)‏ هي أول روايات سلسلة خماسية أفينيون للكاتب البريطاني لورانس داريل، نشرت عام 1974، عن دار نشر فابر آند فابر في المملكة المتحدة وفايكنغ بريس في الولايات المتحدة.